# الليبرالية والراديكالية في فرنسا
تشير الليبرالية والراديكالية في فرنسا إلى حركات وأيديولوجيات مختلفة. فقد كان الصراع السياسي الرئيسي في فرنسا خلال القرن التاسع عشر بين الملكيين والجمهوريين، مثَّل التيار الملكي (الشرعيون والأورليانيون بشكل رئيسي بالإضافة إلى البونابارتيين) ومثَّل التيار الجمهوري (الاشتراكيون الراديكاليون والجمهوريين المعتدلون). فضل الأورليانيون الملكية الدستورية والليبرالية الاقتصادية، وعارضوا الجمهوريين الراديكاليين.
انخرطت العديد من الأحزاب في الحركة الراديكالية مثل الأحزاب الجمهورية والأحزاب الراديكالية والأحزاب الاشتراكية الراديكالية، ومن أبرز الأحزاب الجمهورية: التحالف الجمهوري الديمقراطي، الاتحاد الجمهوري، المركز الوطني للمستقلين، الجمهوريون المستقلون، الحزب الجمهوري، الحزب الديمقراطي الليبرالي، وقد تبنت هذه الأحزاب الفكر الليبرالي لا سيما في الجانب الاقتصادي، وانضمت أغلب هذه الأحزاب والحركات إلى الاتحاد من أجل حركة شعبية في عام 2002 والذي سُمي لاحقًا باسم الحركة الجمهورية في عام 2015، في حين انضم بعضها إلى اتحاد الديمقراطيين والمستقلين الذي ظهر في عام 2012. كان إيمانويل ماكرون عضوًا سابقًا في الحزب الاشتراكي وأطلق في عام 2016 حزب الجمهورية إلى الأمام وانتخب رئيسًا لفرنسا في العام التالي.

## الخلفية والتاريخ
تمثلت أولى تجليات الليبرالية في فرنسا بالنقاط التالية:
- 1790-1792: عندما سيطر الجيرونديون والفويلانت على الثورة الفرنسية المبكرة.
- 1848: عندما حدثت ثورة 1848 التي أنهت مملكة أورليان (نشأت في عام 1830) وأدت إلى إنشاء الجمهورية الفرنسية الثانية.

استخدم مصطلح الليبرالية في فرنسا وبقية الدول الأوروبية خلال القرن التاسع عشر إما للإشارة إلى الليبرالية التقليدية المعارضة لرجال الدين أو الليبرالية الاقتصادية. ارتبطت الليبرالية الاقتصادية في فرنسا بالأورليانيين والجمهوريين المعتدلين (الذين خلفهم التحالف الجمهوري الديمقراطي) بدلًا من الحزب الراديكالي، ما أدى إلى استخدام مصطلح الراديكالية للإشارة إلى الليبرالية السياسية فقط. كان الراديكاليون يميلون للسيطرة السياسية على حكم الدولة أكثر من معظم الليبراليين الأوروبيين، لكنهم مع ذلك شاركوا القيم الليبرالية في قضايا أخرى مثل دعم الحرية الفردية ومبادئ العلمانية، بينما كان الجمهوريون أكثر حرصًا على الليبرالية الاقتصادية من العلمانية.
لعب المثقفون دورًا أساسيًا في جميع الحركات السياسية، فعلى سبيل المثال كان المتحدث الرئيسي باسم الراديكالية إيميل تشارتييه (1868–1951) والذي عُرف باسمه الحركي «آلين» وكان من أبرز المنظرين للفكر الراديكالي وامتد تأثيره خلال الجمهوريتين الثالثة والرابعة. شدد تشارتييه على النزعة الفردية الساعية للدفاع عن المواطن ضد الدولة، وحذر من كل أشكال السلطة (العسكرية والدينية والاقتصادية)، ورفع من شأن المزارع البسيط وصاحب المتجر الصغير والبلدات الصغيرة وسكانها وجعل الحياة الريفية المثال الأعلى بينما نظر بتخوف للحياة الباريسية.
اجتمع الجمهوريون في المركز الوطني الليبرالي المحافظ بعد الحرب العالمية الثانية، وشكلوا الحزب الجمهوري المستقل والحزب الليبرالي في عام 1962. كان الحزب الراديكالي الذي ينتمي إلى يسار الوسط قوة سياسية متراجعة في ذلك الوقت فانضم إلى يمين الوسط في عام 1972، ما تسبب في انقسام اليسار الفرنسي وتأسيس حزب اليسار الراديكالي المرتبط ارتباطًا وثيقًا بالحزب الاشتراكي والذي ارتبط لاحقًا بالاتحاد من أجل حركة شعبية.
حدثت تغيرات مهمة على الساحة السياسية الفرنسية في عام 1978، فاتحد الحزب الجمهوري (خليفة الجمهوريين المستقلين) والحزب الراديكالي والمركز الديمقراطي المسيحي لتشكيل الاتحاد من أجل الديمقراطية، ليكون بذلك تحالفًا من قوى يمين الوسط غير الديغولية. أعيد تأسيس الحزب الجمهوري ليصبح الحزب الديمقراطي الليبرالي وأعيد تشكيله كحزب ليبرالي مستقل وترك الاتحاد في عام 1998 واندمج لاحقًا مع الحزب الراديكالي في الاتحاد الليبرالي المحافظ من أجل حركة شعبية في عام 2002. أطلق الراديكاليون والعديد من الجمهوريين السابقين اتحاد الديمقراطيين والمستقلين في عام 2012.
أطلق إيمانويل ماكرون العضو السابق في الحزب الاشتراكي حزب الجمهورية إلى الأمام في عام 2016 كحزب ليبرالي، وانتُخب رئيسًا لفرنسا في الانتخابات الرئاسية عام 2017. شكل الحزب تحالفًا مع الحركة الديمقراطية التي تأسست عام 2017 خلفًا للاتحاد من أجل الديمقراطية الفرنسية ودخل فيه معظم الجمهوريين السابقين الذين انضموا إلى الاتحاد من أجل حركة شعبية.

## الجدول الزمني للأحزاب في فرنسا

### القرن التاسع عشر
- 1815: ظهور الأورليانيين.
- 1818: توحد أعضاء الفويلانت السابقين في الحزب الديمقراطي وعُرفوا أيضًا باسم الديمقراطيين.
- 1848: تشكيل فصيل راديكالي جديد دعمًا للجمهورية الثانية في مواجهة الأورليانيين.
- 1870: تشكيل الجمهورية الثالثة.
- 1871: ظهور ما يُعرف بالجمهوريين المعتدلين واسمهم الرسمي اليسار الجمهوري والاتحاد الجمهوري.
- 1885: اتحد كل من اليسار الجمهوري والاتحاد الجمهوري في الاتحاد الديمقراطي.
- 1889: ظهور الجمهوريين التقدميين واسمهم الرسمي كان الاتحاد الجمهوري الليبرالي.
- 1894: تشكيل الاتحاد التقدمي.

#### الأحزاب الجمهورية
- 1901: تشكل التحالف الجمهوري الديمقراطي الليبرالي من أحزاب يمين الوسط وحزب العمل الليبرالي الشعبي.
- 1902: اندمج الاتحاد التقدمي في التحالف السابق.
- 1903: تأسس الاتحاد الجمهوري المحافظ واندمج التحالف الجمهوري الليبرالي فيه.
- 1911: تغير اسم الاتحاد السابق إلى الحزب الجمهوري الديمقراطي.
- 1920: تغير اسم الاتحاد إلى الحزب الاجتماعي الديمقراطي الجمهوري.
- 1926: تغير اسم الاتحاد أخيرًا إلى التحالف الديمقراطي.
- 1945: تأسس حزب الحرية الجمهوري الليبرالي المحافظ بعد تحرر فرنسا من الاحتلال النازي.
- 1948: تأسس المركز الوطني الليبرالي المحافظ.
- 1949: انضم حزب الحرية الجمهوري الليبرالي المحافظ إلى المركز الوطني الليبرالي المحافظ.
- 1962: عارضت مجموعة من المنشقين عن المركز الوطني الليبرالي المحافظ بقيادة فاليري ديستان قرار الحزب سحب الدعم للرئيس شارل ديغول وشكلوا الحزب الجمهوري المستقل.
- 1974: انتخاب ديستان رئيسًا لفرنسا في الانتخابات الرئاسية.
- 1977 تغير اسم الحزب الجمهوري المستقل إلى الحزب الجمهوري.
- 1978: تأسس الاتحاد من أجل الديمقراطية الفرنسية من الحزب الراديكالي والحزب الاشتراكي الديمقراطي والحزب الديمقراطي الاجتماعي.
- 1995: تشكل الحزب الشعبي الديمقراطي الفرنسي من قبل أنصار ديستان وكان من بينهم العديد من الجمهوريين.
- 1997: تغير اسم الاتحاد من أجل الديمقراطية الفرنسية تحت قيادة الزعيم الجديد آلان مادلين إلى الحزب الديمقراطي الليبرالي.
- 2002: اندمج الحزب الديمقراطي الليبرالي مع التجمع الديغولي المحافظ لتشكيل الاتحاد من أجل حركة شعبية، وشملت الفصائل الليبرالية داخل الحزب الجديد: الإصلاحيون والأندية الليبرالية واليمين الحر والحزب الراديكالي.
- 2007: تحولت الجبهة الديمقراطية المتحدة إلى الحركة الديمقراطية.
- 2012: تشكل تحالف جديد سُمي اتحاد الديمقراطيين المستقلين من كل من المؤتمر الوطني والقوة الأوروبية الديمقراطية والتحالف الوسطي وحزب اليسار الحديث، وغيرها من أحزاب يمين الوسط ليكون بديلًا للاتحاد من أجل حركة شعبية.
- 2014: شكل حزب الاتحاد الديمقراطي والحركة الديمقراطي تحالفًا قصير العمر سُمي «البديل».
- 2015: تحول حزب الاتحاد من أجل الحركة الشعبية إلى الحركة الجمهورية.

#### المفكرون الليبراليون
- مونتسكيو (1689-1755)
- فولتير (1694-1778)
- ماركيز دي كوندورسيه (1743-1794)
- بنيامين كونستانت (1767-1830)
- فريديريك باستيات (1801-1850)
- ألكسيس دي توكفيل (1805-1859)
- ريمون آرون (1905-1983)
- ريمون بودون (1934-2013).